# Liste der Baudenkmäler in Gerbrunn
Auf dieser Seite sind die Baudenkmäler in der unterfränkischen Gemeinde Gerbrunn zusammengestellt. Diese Tabelle ist eine Teilliste der Liste der Baudenkmäler in Bayern. Grundlage ist die Bayerische Denkmalliste, die auf Basis des Bayerischen Denkmalschutzgesetzes vom 1. Oktober 1973 erstmals erstellt wurde und seither durch das Bayerische Landesamt für Denkmalpflege geführt wird. Die folgenden Angaben ersetzen nicht die rechtsverbindliche Auskunft der Denkmalschutzbehörde.
 Diese Liste gibt den Fortschreibungsstand vom 15. April 2020 wieder und enthält 18 Baudenkmäler.

## Baudenkmäler nach Gemeindeteilen

### Gerbrunn
| Lage                                                                                | Objekt                                         | Beschreibung | Akten-Nr.              | Bild           |
| ----------------------------------------------------------------------------------- | ---------------------------------------------- | --- | ---------------------- | -------------- |
| Alte Landstraße; Alte Straße; Judenpfad (Standort)                                  | Brücke, sogenannte Römerbrücke                 | Ca. 220 m langer Chausséedamm mit zwei Brückenbögen und Futtermauern, Bruchsteinmauerwerk um 1765/70                                                               | D-6-79-136-14 Wikidata | weitere Bilder |
| Am Happach 37 (Standort)                                                            | Wegkreuz                                       | Kruzifix auf Tischsockel, Sandstein und Kunststein, um 1900 | D-6-79-136-15 Wikidata | weitere Bilder |
| Eichendorffstraße 1 (Standort)                                                      | Bildstock                                      | Reliefaufsatz mit Pietàdarstellung und Kreuzbekrönung, auf Säule, Sandstein, bezeichnet „1641“                                                                     | D-6-79-136-3 Wikidata  | weitere Bilder |
| Hauptstraße 15 (Standort)                                                           | Wegkreuz                                       | In die Hauswand eingelassen, Kruzifix auf Tischsockel mit Inschriftenkartusche, originaler Corpus im Friedhof, Sandstein, Mitte 18. Jahrhundert                    | D-6-79-136-6 Wikidata  | weitere Bilder |
| Hauptstraße 18 (Standort)                                                           | St.-Nepomuk-Statue                             | Figur des Heiligen Johann Nepomuk auf konischem Postament, Sandstein, um 1730                                                                                      | D-6-79-136-7 Wikidata  | weitere Bilder |
| Hauptstraße 40 (Standort)                                                           | Pietà                                          | Vesperbild auf hohem Postament mit Inschriftenkartusche, Sandstein, bezeichnet „1767“                                                                              | D-6-79-136-12 Wikidata | weitere Bilder |
| Hauptstraße 49 (Standort)                                                           | Bildstock mit Heiliger Familie                 | Bezeichnet „1776“ | D-6-79-136-9 Wikidata  | weitere Bilder |
| Hauptstraße 80 (Standort)                                                           | Wohngebäude                                    | Zweigeschossiger, verputzter Massivbau mit Satteldach, im Erdgeschoss profilierte Fensterrahmungen, im Kern 16./17. Jahrhundert                                    | D-6-79-136-10 Wikidata | weitere Bilder |
| Hauptstraße 80 (Standort)                                                           | Torpfeiler                                     | Gleichzeitig | D-6-79-136-10 Wikidata | weitere Bilder |
| An der alten Straße nach Randersacker südlich des ehemaligen Wasserhochbehälters () | Madonna                                        | Sandstein, 1632; nicht nachqualifiziert, im Bayerischen Denkmal-Atlas nicht kartiert                                                                               | D-6-79-136-17 Wikidata |                |
| Mühlweg 3 (Standort)                                                                | Bildstock                                      | Reliefaufsatz mit Kreuzigungsszene auf kannelierter Säule, Sandstein, bezeichnet „1629“                                                                            | D-6-79-136-16 Wikidata | weitere Bilder |
| Nähe Friedhofweg; Rottendorfer Straße 8 (Standort)                                  | Friedhofskreuz                                 | Kruzifix auf Postament mit Inschrift, Sandstein, 18./19. Jahrhundert                                                                                               | D-6-79-136-5 Wikidata  | weitere Bilder |
| Nähe Friedhofweg; Rottendorfer Straße 8 (Standort)                                  | Kruzifix                                       | Im Leichenhaus aufbewahrt, Mitte 18. Jahrhundert | D-6-79-136-5 Wikidata  | BW             |
| Nähe Gieshügeler Straße; Nähe Otto-Hahn-Straße (Standort)                           | Bildstock                                      | Nischenaufsatz mit modernem Relief auf Säule, bezeichnet „1639“, erneuert 1960                                                                                     | D-6-79-136-4 Wikidata  | weitere Bilder |
| Nähe Randersackerer Straße (Standort)                                               | Ehemalige katholische Pfarrkirche St. Nikolaus | Saalbau mit östlichem Chorturm mit Welscher Haube, Turm von 1219, Langhaus um 1700, 1958 um ein Drittel zu Gunsten des Kirchenneubaus verkleinert; mit Ausstattung | D-6-79-136-1 Wikidata  | weitere Bilder |
| Randersackerer Straße 7 (Standort)                                                  | Kreuzschlepper                                 | Figur des kreuztragenden Christus auf Knien, Sockel mit Inschrift, Sandstein, bezeichnet „1761“                                                                    | D-6-79-136-11 Wikidata | weitere Bilder |
| Rathausplatz 5 (Standort)                                                           | Brunnen                                        | Pfeilerartige Brunnensäule mit vierfachem Giebelabschluss, davor Steintrog, zweite Hälfte 18. Jahrhundert                                                          | D-6-79-136-8 Wikidata  | weitere Bilder |
| Schulweg 1 a (Standort)                                                             | Ehemaliges Pfarrhaus                           | Zweigeschossiger Walmdachbau mit Fachwerkobergeschoss und massivem Erdgeschoss, im Kern 17. Jahrhundert                                                            | D-6-79-136-13 Wikidata | weitere Bilder |
| St.-Nepomuk-Straße 13 (Standort)                                                    | Bildstock                                      | Kielbogiger Aufsatz mit Kreuzbekrönung und modernem Pietàrelief, auf Säule über Postament, bezeichnet „1644“                                                       | D-6-79-136-2 Wikidata  | weitere Bilder |

### Gieshügel
| Lage                     | Objekt                              | Beschreibung                                                                         | Akten-Nr.              | Bild           |
| ------------------------ | ----------------------------------- | ------------------------------------------------------------------------------------ | ---------------------- | -------------- |
| Gut Gieshügel (Standort) | Gutshof, sogenanntes Fischerhaus    | Langgestreckter Satteldachbau, im Kern 18. Jahrhundert                               | D-6-79-136-18 Wikidata | weitere Bilder |
| Gut Gieshügel (Standort) | Gutshof, sogenanntes Bauernhaus     | eingeschossiger Satteldachbau über Kellergeschoss, im Kern 17. Jahrhundert, erneuert | D-6-79-136-18 Wikidata | weitere Bilder |
| Gut Gieshügel (Standort) | Gutshof                             | Zwei Hoftore mit Fußgängerpforten, 17. Jahrhundert                                   | D-6-79-136-18 Wikidata | weitere Bilder |
| Gut Gieshügel (Standort) | Gutshof, Gartenpforte               | 17. Jahrhundert                                                                      | D-6-79-136-18 Wikidata | weitere Bilder |
| Gut Gieshügel (Standort) | Gutshof, Nische mit Sebastiansfigur | 18. Jahrhundert                                                                      | D-6-79-136-18 Wikidata | weitere Bilder |